# Abronia taeniata
Abronia taeniata е вид влечуго от семейство Слепоци (Anguidae). Видът е уязвим и сериозно застрашен от изчезване.

## Разпространение
Разпространен е в Мексико.

## Описание
Популацията на вида е намаляваща.